# 秋山幸二
秋山 幸二（あきやま こうじ、1962年4月6日 - ）は、熊本県八代郡氷川町出身の元プロ野球選手（外野手・内野手、右投右打）、野球解説者、野球評論家、監督。
現役時代は西武ライオンズと福岡ダイエーホークスに所属。2005年には福岡ソフトバンクホークス二軍監督に就任。2007年は一軍総合コーチ、2008年は一軍チーフコーチを歴任し、2009年シーズンから2014年シーズンまで一軍監督を務めた。
2012年には、東日本大震災復興支援ベースボールマッチで日本代表監督を務めた。

## 経歴
小学3年生時に少年野球チームに入団した。父はハイジャンプ、母は砲丸投げの元選手。
熊本県立八代高等学校に進学し、野球部に入部。監督の「お前は背が高いからピッチャーだ」の一言で投手になり、3年生時の1980年春の九州大会で準優勝。最後の夏の甲子園熊本県予選では、決勝で大津一洋と伊東勤がバッテリーを務めていた熊本工高に4-6で敗れた。
当初から12球団のスカウトに注目されていたものの、大学への進学意思が強く、ドラフトでは指名されなかった。しかし、ドラフト終了後にプロ入りを表明し、読売ジャイアンツ、阪急ブレーブス、広島東洋カープとの争奪戦の上、西武の熱心な説得と「君を打者として育てたい」という言葉が決め手になり、1981年1月にドラフト外で西武に入団した。秋山は熊本工業の大津一洋、柳川の中島輝士、都城の井上祐二と共に九州四天王と呼ばれていたが、自分の実力がプロで通用するとは思わなかったという。
秋山は西武の担当スカウトだった浦田直治から「君には4年後西武ライオンズのサードを守り、そしてクリーンナップを打ってもらいたい」と言われ、入団当時の監督である根本陸夫は、「野球をやっていなかったら、オリンピックの十種競技の選手になれた」と惚れ込んでいる。当時西武のコーチだった伊原春樹も著書に「運動神経が抜群で、脚力50メートル5秒台、遠投120メートル。鉄棒やマット運動をやらせても、体操選手だったのかと思うほど、簡単にこなします。ご存知のように、バック宙もお手のもの。あの体の大きさで、これだけの身体能力を持った選手は、後にも先にも見たことありません」と記している。

### 西武ライオンズ時代
西武入団当時の背番号は71で、入団と同時に三塁手に転向。1年目の1981年は消化試合で初の一軍昇格を果たし、初ヒットを放っている。2年目の1982年は背番号を24に変更し、一軍出場はなかったが、イースタン・リーグでは.300、13本塁打で当時のリーグ記録を打ち立てて本塁打王を獲得している。
1982年から3度、野球留学でアメリカ合衆国に渡り、マイナー1A級・カリフォルニアリーグのサンノゼ・ビーズ（1983年5月28日 - 8月28日）と、アリゾナ教育リーグのヒューストン・アストロズ傘下球団・アリゾナ・アストロズでプレーし、高く評価された。
1984年、春季キャンプから一軍入りし、7番・三塁手として開幕戦に先発出場し、4月14日にプロ初本塁打。しかし怪我をしたこともあり、54試合出場にとどまる。二軍では、21試合で.354、11本塁打、26打点を記録している。
1985年、主に6番打者として三塁のレギュラーに定着。王貞治と並ぶ史上最年少（23歳）での本塁打40本を記録。この年から2002年まで18年連続でオールスターゲームに出場している。
1986年、監督が広岡達朗から森祇晶に交代し、開幕を5番で迎えるが、新外国人のジョージ・ブコビッチの不振により4番を任され、41本塁打、115打点（打点王の落合博満に1点差）を記録。この年は外野手としての公式戦出場は32試合だけだったが、初のベストナインに外野手として選出された。同年の日本シリーズでは史上唯一の第8戦で金石昭人から本塁打を放って「バック宙ホームイン」を披露した。シーズン終盤、ルーキーの清原和博と4番を交替し3番に座ったことが好結果を生み、以降は3番・秋山、4番・清原が定着したことから、AK砲が誕生した。オフに背番号を1に変更した。この年のオフに最初の結婚をしている。
「バック宙ホームイン」は、秋山の地味なイメージを払拭するために「何か派手なパフォーマンスを」と考え出されたもので、文化放送ライオンズナイターのベンチリポーターだったプロ野球コメンテーター・中川充四郎のアイデアであり、中川が番組内で秋山に約束させた（元々は「サヨナラホームランを打ったらバック宙をする」という約束だった）。初披露は1986年の日本シリーズ第8戦（広島市民球場）6回の同点本塁打ホームイン時で、三塁ベースコーチの近藤昭仁一軍守備走塁コーチに「やっていいですか?」と許可を得てから行った。またこのバック宙の際、最後の両足の着地と同時にその足がホームベースを踏んでいるというつもりであったが、少し手前で着地してしまったため、後ずさりするような形でホームを踏んだ。日本シリーズでは1990年の巨人戦、1991年の広島戦でも披露。最後となった広島戦では、着地後尻もちをつき、以後封印することとなった。1991年のシリーズで披露したホームインはアメリカのスポーツ専門ケーブル局であるESPNのスポーツセンターでプレイ・オブ・ザ・デーで紹介されたこともある。公式戦では1987年6月28日の日本ハム戦、1991年5月22日のロッテ戦で、いずれもサヨナラ本塁打を打った時に披露しているが、1987年の時は着地点がホームベースを通り越していたため、前かがみで右手でホームにタッチしている。
1987年、俊足と強肩を生かすため、本格的に外野手に転向。同時に遊撃手だった石毛宏典が秋山の守っていた三塁手にコンバートされた。秋山は3番・中堅に固定され、西武打撃陣が軒並み打撃成績を落とす中、秋山一人が成績を維持し、5月21日に日本人最速で通算100本塁打を達成し、最終的に43本塁打で3年連続40本塁打をクリアした。前年オフに本塁打王の常連であった落合がセ・リーグの中日に移籍したこともあり、初の本塁打王のタイトルを獲得した。史上初の40本塁打・40盗塁も期待されたが、38盗塁で達成はならなかった。
1988年、自己最多の151安打を放つ。中日との日本シリーズ第4戦では、杉本正から本塁打を放ち、リーグ4連覇、3年連続日本一に貢献した。
1989年は、シーズン途中にオレステス・デストラーデが加入し、ハイペースで本塁打を量産した。この3番秋山、4番清原、5番デストラーデと続くクリーンナップは、「AK砲」に続く「AKD砲」と呼ばれた。秋山は初の打率3割を記録し、打率.301、31本塁打、31盗塁で、日本プロ野球史上5人目のトリプルスリーを達成した。
1990年には盗塁王を獲得。35本塁打、51盗塁を記録し、プロ野球史上初の30本塁打・50盗塁を達成し、史上初の本塁打王受賞経験者による盗塁王となった。また、2年連続300刺殺（フライアウト）を達成し、外野手としての評価も確立する。秋山の推定年俸は8,400万円で、このオフの契約更改で1億円プレーヤーになるかと期待されたが、清原を名実ともにチームの顔にしたいと考える球団の意向により、秋山は推定9,800万円の掲示を受ける。秋山はこれを不服として保留したが、最終的に同額で更改した。契約更改において一発でサインしなかったのはこの年だけである。球団から「1億円プレーヤーとなるには君には華が足りない」と言われたことが、翌年のモチベーションアップに繋がったと本人は話している。
1991年は、2度のサヨナラ本塁打を含む（5月22日のロッテ戦で平沼定晴から、6月27日の日本ハム戦で柴田保光から）、3度のサヨナラ打を放ち（5月6日の近鉄戦で赤堀元之から）、チームを引っ張った。オールスターゲーム第2戦での12回表、右目に自打球を当て負傷退場し、右目の視力は0.7から0.2にまで低下したものの、日本シリーズでは4本塁打を放ち、MVPを受賞している。これらの活躍が評価され、正力松太郎賞を初受賞し、推定年俸は1億4,000万円と大幅アップした。
1992年、前年に引き続き安定した成績を挙げ、チームも3年連続パ・リーグ優勝を達成。日本シリーズでは2度の決勝打を放つなど3年連続となる日本一に貢献し、優秀選手賞を受賞した。
1993年は、8月21日・8月22日の日本ハム戦で、1957年に坂本文次郎（大映ユニオンズ）が達成して以来日本プロ野球史上36シーズンぶり3人目、パ・リーグ史上2人目となる2試合連続の満塁本塁打（投手は8月21日は柴田保光、8月22日は白井康勝）を放つなど、30本塁打を記録した（9年連続30本塁打以上は現在もパ・リーグ記録）。しかし、打率は.247と低調で、日本シリーズでは3本の本塁打以外のヒットはなく、6戦目以降はクリーンナップを外れて6番に回った。
同年シーズンオフ渡辺智男、内山智之と共に、ダイエーの佐々木誠、村田勝喜、橋本武広との3対3の大型トレードが発表されダイエーに移籍した。

### 福岡ダイエーホークス時代
常勝球団の西武からBクラス常連のダイエーに移籍した秋山は、ダイエー選手たちの「勝ちたい」という意識が薄いことに愕然としたという。控え室で遊んでいる選手もいる始末で、常勝西武の控え室を知っている秋山にとって、彼らの態度は信じ難いものであったという。同じく翌年、西武からダイエーにFA移籍した工藤公康も自著において、森が監督だった時代の西武の控室は、他の選手に近寄り難い緊張感があったと綴っている。監督の王貞治は、西武から移籍の工藤、日本ハムから移籍の武田一浩と共に、甘えの体質を変えてくれたと述べている。著書の中でも当時のダイエーについて「ロッカーでも野球と全く関係のない話を平気でしていたし、言葉で言い表すのは難しいが、何かがバラバラでなぁなぁだった。みんな好き勝手プレーしているように見えた」と記している。
秋山の背中を見て小久保裕紀が育ち、さらに後を追うように松中信彦、城島健司、井口資仁、川﨑宗則など秋山の薫陶を受けた選手達が強豪ホークスを支える選手として育ち、現在の若手選手は彼らを手本として練習に励む（NHKプロ野球70周年の特番で水島新司が秋山本人の前で証言）。小久保は王と秋山について「尊敬する野球人」と述べ、秋山に対する印象を質問されて「常にプロ意識を持っていた。『できないのは選手が悪い、プロならできて当たり前』という考え方。決して『人間ならそのくらいのミスはあるさ』といった姿勢がみられない。言い訳をしない。その姿勢と意識の高さを学んできた。」、松中も「秋山さんはプレーで示してくださる方でした。秋山さんのプレーからは、チームを引っ張るには、ああいうプレーが必要なんだと、感じるものがありました」と語っている。川崎は「何も語らない人だった。その代わりに、いつも球場にいた。何歳になっても誰よりも長くグラウンドにいるのが秋山先輩だった。最初に打って、若い選手と一緒に最後までいる、その姿に教えられることは多かった」と著書に記している。
1994年9月17日のロッテ戦から10月7日の西武戦まで11試合連続で長打を放ち、プロ野球史上最長記録となった。かつて落合博満が現役時代で唯一の「アーチスト」と認めた打撃は、広い福岡ドームにより9年連続で続いていた30本塁打を割り、また長打を狙うことにより腰痛を悪化させたが、以降はマイナーチェンジを図り、自ら率先してチームに勝つためのイロハを示した。同年、FA権を取得した。以後、秋山は獲得したFA権を行使せずに引退した。秋山がダイエーに残留した後に聞いた話によると非公式で巨人、古巣の西武、サンフランシスコ・ジャイアンツがオファーを検討していたという。特に西武では、堤義明オーナーの厳命で、退団しメジャーに復帰していたデストラーデを呼び戻して、秋山と清原で再びクリーンナップを組ませる構想があったとされ、西武のフロントにも「お前さえその気だったら間違いなく手を挙げていた」と言われたという。この年のオフに再婚している。
1999年からは、ダイエーの初代主将に就任した。シーズン終盤からは不振の柴原洋に代わって1番・右翼手で出場し、チームを牽引した。西武との優勝争いの最中であった9月8日の西武戦で、松坂大輔から顔面に死球を受け、頬骨を骨折するが、次の試合ですぐにベンチに復帰し、フェイスガード付きの特製ヘルメットを作ってスタメン復帰し、9月25日の日本ハムとの優勝決定試合では、先制点となる先頭打者本塁打を放つなど、ダイエー初の優勝に大きく貢献した。中日との日本シリーズでは、第1戦で野口茂樹から先制本塁打、第2戦で川上憲伸から先頭打者本塁打、第3戦では守備でナゴヤドームの高い右翼フェンスを駆け上がり飛球をキャッチし、その後一塁走者も補殺するというファインプレーを披露するなどの活躍を見せ、日本シリーズMVPを獲得した。プロ野球史上最年長（2011年に小久保裕紀が40歳で記録更新）、及び史上初の2球団での日本シリーズMVP受賞となった。このシーズンで300盗塁を決めたが後に糸井嘉男に更新されるまでは300盗塁を決めた最年長記録でもあった。
2000年、開幕戦では1番に起用され、先頭打者本塁打を放つ。8月18日のロッテ戦（北九州市民球場）で黒木知宏から、出場2,000試合目で2,000安打を達成した。史上28人目、ドラフト制度確立後のドラフト外入団選手では史上初となった。6月1日の日本ハム戦で生駒雅紀から通算1,588三振を記録し、衣笠祥雄を抜き歴代1位となった（2004年4月4日に清原和博が記録更新）。
2001年は、キャンプ中に右肩を痛め、二軍で開幕を迎えた。2年ぶりの2桁本塁打を記録するも、82試合の出場に終わった。
2002年、「優勝が現実的に遠のき、気持ち的にもやっていくことがなくなった」と語り、8月26日に現役引退を表明した。引退試合は10月5日の西武ドーム、10月6日の福岡ドーム双方で行われ、西武ドームでは秋山が打席に入ると、ダイエーの応援団からはダイエーの応援歌が、西武の応援団からは西武時代の応援歌がそれぞれ交互に演奏された。西武ドームでの試合後には西武の選手たちから、福岡ドームでの引退試合ではダイエーの選手たちから胴上げされた。現役最終打席はライトライナーであった。背番号1は、柴原洋が1番の継承を希望し、秋山も了承したため永久欠番とはならなかった。

### 現役引退後
2003年から2004年までRKB毎日放送・TBSテレビ・TBSラジオ野球解説者、西日本スポーツ野球評論家として活動した。文化放送ライオンズナイターにゲスト出演することもあった。

### 福岡ソフトバンク監督・コーチ時代
2005年、ダイエーの後身である福岡ソフトバンクホークスの二軍監督に就任し、松田宣浩や本多雄一を育てた。2007年・2008年は一軍総合コーチ、一軍チーフコーチを歴任し、体調不良で出場辞退した王に代わり、コーチとして初めてオールスターゲームへ出場した。
2008年9月23日、シーズン終了を以って退任を表明した王の後任として、10月2日に3年契約での監督就任を発表した。
就任2年目の2010年9月26日、チームを7年ぶりのリーグ優勝へと導いた。しかし、クライマックスシリーズではロッテに敗れ、日本シリーズ出場はならなかった。

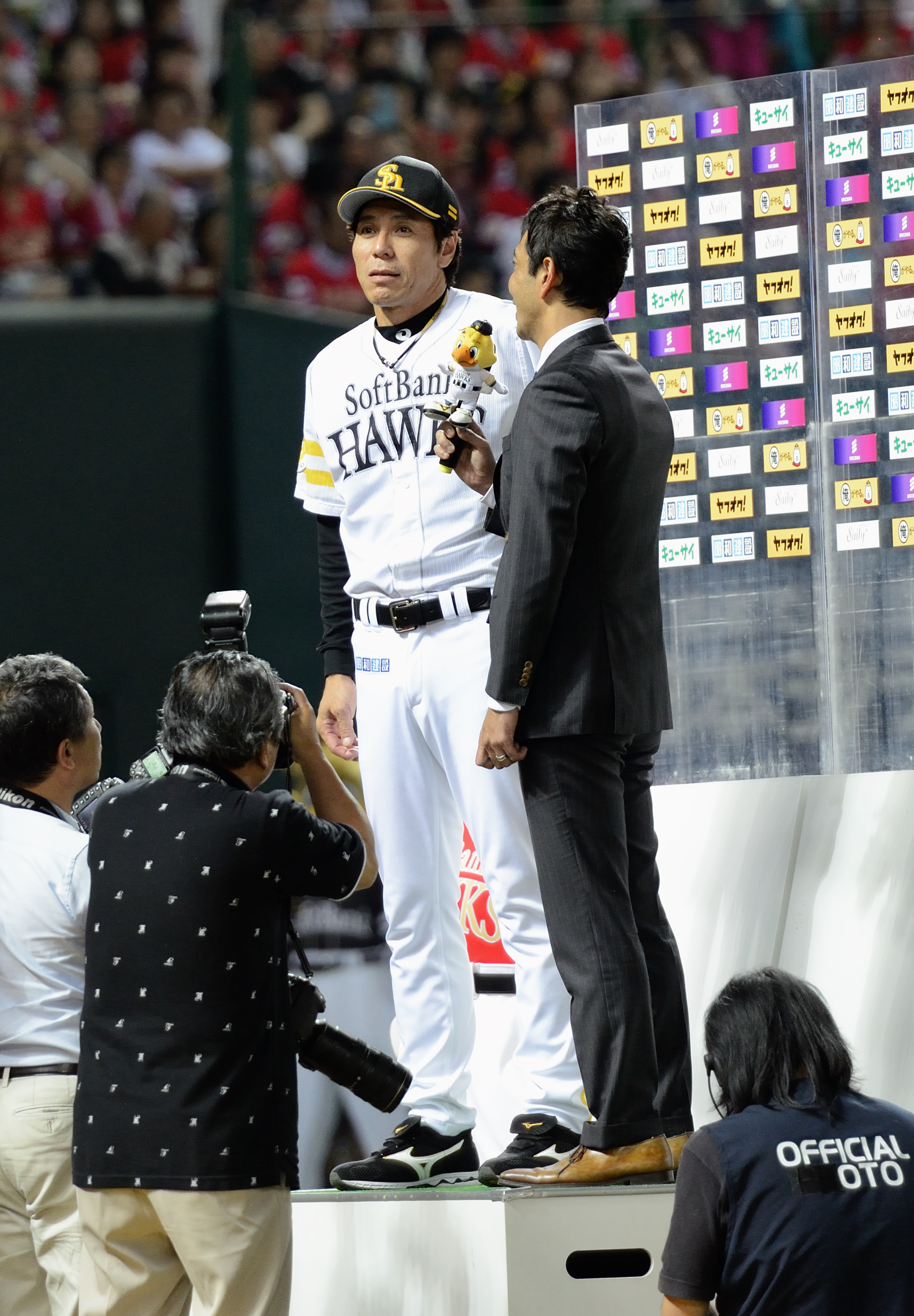
2014年10月2日パシフィック・リーグ優勝監督インタビュー。福岡ヤフオク!ドームにて。

2011年10月1日、プロ野球史上初の全球団勝ち越し・2位以下に17.5ゲーム差という圧倒的な強さでチームを2年連続リーグ優勝に導く。11月5日のクライマックスシリーズファイナルステージでは西武に3連勝し、8年ぶり14度目（南海時代含む）の日本シリーズ出場を決めた。日本シリーズでは、クライマックスシリーズ・セの覇者となった中日を4勝3敗で破り、福岡ソフトバンクホークスとして初、そして監督就任後初の日本一を達成した。
2014年1月17日、野球殿堂博物館より佐々木主浩、野茂英雄の元メジャーリーガー2人と共に、競技者表彰による野球殿堂入りしたことが発表された。チームはシーズン最終戦にリーグ優勝を決めたが、進出を決めていたクライマックスシリーズファイナルステージ直前の10月14日に同年限りでの監督退任が発表された。CSでは日本ハムに4勝3敗で勝利し、日本シリーズに進出。阪神との日本シリーズでは、4勝1敗で3年ぶりの日本一となった。「日本一監督」の退任は史上2人目のことだった。監督時代は長谷川勇也・明石健志・柳田悠岐・中村晃・今宮健太らを育てた。柳田は「僕も秋山さんに使ってもらったから、今ここまでの選手になれた。」と述べている。退任理由は脳腫瘍を患っている妻の介護であり、退任直後の12月9日に、妻と死別している。

### 福岡ソフトバンクホークス監督退任後
2015年より、再びRKB毎日放送解説者、西日本スポーツの評論家を務めている。

## 選手としての特徴
西武時代は走攻守の三拍子揃った選手として黄金時代を支えていた。打撃では三振が多く、変化球で崩されることも多かったが、かなりの角度で円を描く本塁打から長嶋茂雄は秋山を「本当のホームランバッター」と評している。落合博満にも「本当のホームランバッターは田淵幸一さんと秋山だけ」と言わしめた。
若手時代に野球留学したアメリカのマイナーリーグで評価されたことや、西武のレギュラーとなった後に日米野球で対戦したメジャーリーガー・関係者に高く評価されたことから、後に「メジャーに一番近い男」と呼ばれた。共にクリーンアップを担っていたチームメイトの清原和博は「自分は日本専門の選手だけど、秋山さんならメジャーでも通用する」と語り、オレステス・デストラーデも「秋山ならすべてのメジャー球団で主力選手として活躍できる」と語っている（他方で、精神的な準備面から「実際にメジャーリーグに行っていたら、成功するのは難しかったと思う」とも述べている）。
ラルフ・ブライアントも「日本で一番すごいと思った打者は秋山」だと語っている。また、メジャーリーグで10年プレーした後に読売ジャイアンツへ在籍したウォーレン・クロマティは、秋山を「ミート、パワー、スピード、ディフェンス、バッティング、スローイング、全てを兼ね備えている5ツールプレイヤーであり、メジャーでもすごいスターになれただろう」と評している。マット・ウインタースは「米国でプレーしてもオールスターになれたと思う」と述べている。
選手時代は5月に好調となることが多く「ミスターメイ」と呼ばれていた。秋山は月間MVPを3回獲得しているが、うち2度は5月である。5月に活躍できた理由としては、開幕直後は花粉症の症状に悩まされ、花粉症の治まる頃から野球に専念できたからとのこと。
大久保博元は「現役時代に見た中で一番練習量が多かった人」「やらされている練習をやりたい練習に変える人」と自身の公式YouTubeチャンネルの動画で評している。1987年のある時、一軍の試合中にも室内練習場で長池徳士の指導を受けながら打撃練習をしていたことがあり、その日は午後8時から始まった打撃練習が休憩なしで午後11時まで続いていた。
現役時代にテレビ番組『最強の男は誰だ!壮絶筋肉バトル!!スポーツマンNo.1決定戦』に出演し、THE GALLON THROWでは当時のスポーツマン記録である5m70cmを大きく上回る6m20cmを記録。秋山は「超人」と評されている。同大会で行われた50メートル走では6秒53を記録している。
ソフトバンク監督時代（当時47 - 52歳）においても、選手の打撃練習に加わって柵越えの打球を放つ、ブルペンで100球以上投げ込み球速は130キロ以上を記録するなど高い身体能力を維持しており、その信憑性からエイプリルフールのネタとして秋山の現役復帰が発表されたこともあった。2023年にも投球を披露したが、このときにも評価が高く、ファンを感嘆させていた。2024年の西武OB戦の際も61歳にして好打・好守にロンダートを決め、『(パーソル パ・リーグTV公式)PacificLeagueTV』の動画でもピックアップされた。

## 人物
愛称は「アキ」。
生まれる前に実兄を亡くしており、「兄の分も幸せが二倍になるように」という意味で「幸二」と名付けられた。中学生1年生のときには、実姉を白血病で亡くしている。
1994年に再婚した夫人との間に一男一女が生まれたが、2001年に誕生した長男は生後間もなく亡くなっている。夫人は2014年の日本シリーズ終了後に亡くなった。一人娘として育った長女は元アマチュアゴルフ選手で、2019年にタレントに転向した秋山真凜。離婚した前夫人との間には2男がいる。
フリーアナウンサーの片平夏貴（東国原英夫の元妻）は義妹（夫人の実妹）にあたる。作家の豊福きこうとは八代高校時代の同級生である。
2003年11月21日に行われた福岡県築上郡築上町の椎田中学校体育館落成式では、数学者の秋山仁を招待し記念講演を行う予定で依頼を出し、準備を進めていたが、プロモーターの手違いで、秋山仁では無く同姓の秋山幸二に講演のオファーが出ており、当日秋山仁による講演会の準備が完了していた時点で、秋山幸二が会場に現れるという珍事が起きた。校長や町長らが秋山に対し謝罪した上で改めて「是非講演をお願いしたい」とお願いし、秋山は講演を引き受けた。この珍事から12年越しの2015年4月5日に、同町の文化会館コマーレにて講演会が開催され、自ら当時の講演までの成り行きやエピソードを語った。同じく秋山仁の講演会が同年9月27日に同じ文化会館コマーレにて開催され、秋山仁は12年前の出来事から「今度こそ、本物の秋山仁です」と語って会場内から拍手喝采を浴びた。

## 詳細情報

### 年度別打撃成績
| 年 度      | 球 団      | 試 合 | 打 席 | 打 数 | 得 点 | 安 打 | 二 塁 打 | 三 塁 打 | 本 塁 打 | 塁 打 | 打 点 | 盗 塁 | 盗 塁 死 | 犠 打 | 犠 飛 | 四 球 | 敬 遠 | 死 球 | 三 振 | 併 殺 打 | 打 率 | 出 塁 率 | 長 打 率 | O P S |
| ---------- | ---------- | ----- | ----- | ----- | ----- | ----- | -------- | -------- | -------- | ----- | ----- | ----- | -------- | ----- | ----- | ----- | ----- | ----- | ----- | -------- | ----- | -------- | -------- | ----- |
| 1981       | 西武       | 3     | 6     | 5     | 1     | 1     | 0        | 1        | 0        | 3     | 0     | 0     | 0        | 0     | 0     | 1     | 0     | 0     | 2     | 0        | .200  | .333     | .600     | .933  |
| 1984       | 西武       | 54    | 154   | 140   | 16    | 33    | 5        | 2        | 4        | 54    | 14    | 6     | 1        | 1     | 0     | 10    | 0     | 3     | 32    | 4        | .236  | .301     | .386     | .686  |
| 1985       | 西武       | 130   | 542   | 468   | 93    | 118   | 16       | 0        | 40       | 254   | 93    | 17    | 9        | 1     | 3     | 66    | 0     | 4     | 115   | 13       | .252  | .348     | .543     | .890  |
| 1986       | 西武       | 130   | 562   | 492   | 88    | 132   | 19       | 3        | 41       | 280   | 115   | 21    | 8        | 0     | 7     | 58    | 5     | 5     | 94    | 10       | .268  | .347     | .569     | .916  |
| 1987       | 西武       | 130   | 550   | 496   | 82    | 130   | 13       | 2        | 43       | 276   | 94    | 38    | 12       | 0     | 3     | 48    | 5     | 3     | 102   | 8        | .262  | .329     | .556     | .886  |
| 1988       | 西武       | 130   | 577   | 517   | 93    | 151   | 23       | 2        | 38       | 292   | 103   | 20    | 12       | 0     | 2     | 50    | 5     | 8     | 132   | 11       | .292  | .362     | .565     | .927  |
| 1989       | 西武       | 130   | 555   | 478   | 92    | 144   | 24       | 4        | 31       | 269   | 99    | 31    | 14       | 0     | 4     | 68    | 4     | 5     | 93    | 10       | .301  | .391     | .563     | .954  |
| 1990       | 西武       | 130   | 559   | 476   | 84    | 122   | 16       | 0        | 35       | 243   | 91    | 51    | 9        | 1     | 9     | 68    | 0     | 5     | 120   | 11       | .256  | .349     | .511     | .860  |
| 1991       | 西武       | 116   | 515   | 455   | 97    | 135   | 23       | 3        | 35       | 269   | 88    | 21    | 5        | 0     | 5     | 53    | 3     | 2     | 96    | 8        | .297  | .369     | .591     | .960  |
| 1992       | 西武       | 130   | 566   | 480   | 92    | 142   | 26       | 2        | 31       | 265   | 89    | 13    | 4        | 1     | 2     | 77    | 1     | 6     | 114   | 6        | .296  | .398     | .552     | .950  |
| 1993       | 西武       | 127   | 536   | 470   | 67    | 116   | 23       | 4        | 30       | 237   | 72    | 9     | 8        | 0     | 1     | 61    | 2     | 4     | 136   | 11       | .247  | .338     | .504     | .842  |
| 1994       | ダイエー   | 129   | 567   | 473   | 93    | 120   | 26       | 5        | 24       | 228   | 73    | 26    | 6        | 0     | 4     | 83    | 6     | 7     | 125   | 9        | .254  | .370     | .482     | .852  |
| 1995       | ダイエー   | 122   | 529   | 476   | 61    | 127   | 25       | 1        | 21       | 217   | 66    | 13    | 4        | 0     | 5     | 46    | 5     | 2     | 101   | 17       | .267  | .331     | .456     | .787  |
| 1996       | ダイエー   | 121   | 512   | 466   | 53    | 140   | 27       | 0        | 9        | 194   | 66    | 13    | 4        | 0     | 5     | 35    | 1     | 6     | 78    | 12       | .300  | .354     | .416     | .770  |
| 1997       | ダイエー   | 97    | 421   | 371   | 46    | 91    | 20       | 2        | 12       | 151   | 52    | 11    | 5        | 2     | 1     | 43    | 0     | 4     | 62    | 9        | .245  | .329     | .407     | .736  |
| 1998       | ダイエー   | 115   | 473   | 423   | 43    | 110   | 32       | 4        | 10       | 180   | 49    | 7     | 7        | 1     | 3     | 42    | 2     | 4     | 76    | 11       | .260  | .331     | .426     | .756  |
| 1999       | ダイエー   | 113   | 420   | 386   | 41    | 99    | 16       | 2        | 12       | 155   | 44    | 3     | 2        | 3     | 1     | 26    | 2     | 4     | 83    | 12       | .256  | .309     | .402     | .711  |
| 2000       | ダイエー   | 124   | 488   | 427   | 44    | 112   | 23       | 1        | 5        | 152   | 48    | 2     | 4        | 6     | 4     | 49    | 2     | 2     | 63    | 13       | .262  | .338     | .356     | .694  |
| 2001       | ダイエー   | 82    | 287   | 269   | 31    | 77    | 13       | 3        | 11       | 129   | 32    | 1     | 0        | 0     | 0     | 17    | 0     | 1     | 43    | 6        | .286  | .331     | .480     | .811  |
| 2002       | ダイエー   | 76    | 244   | 229   | 14    | 57    | 7        | 0        | 5        | 79    | 24    | 0     | 2        | 4     | 2     | 9     | 0     | 0     | 45    | 10       | .249  | .275     | .345     | .620  |
| 通算：20年 | 通算：20年 | 2189  | 9063  | 7997  | 1231  | 2157  | 377      | 41       | 437      | 3927  | 1312  | 303   | 116      | 20    | 61    | 910   | 43    | 75    | 1712  | 191      | .270  | .347     | .491     | .839  |

- 各年度の太字はリーグ最高

### 年度別監督成績
リーグ公式戦
| 年 度     | 球 団        | 順 位     | 試 合 | 勝 利 | 敗 戦 | 引 分 | 勝 率 | ゲ ｜ ム 差            | 本 塁 打               | 打 率                  | 防 御 率               | 年 齡                  |
| --------- | ------------ | --------- | ----- | ----- | ----- | ----- | ----- | ---------------------- | ---------------------- | ---------------------- | ---------------------- | ---------------------- |
| 2009      | ソフトバンク | 3位       | 144   | 74    | 65    | 5     | .532  | 6.5                    | 129                    | .263                   | 3.69                   | 47歳                   |
| 2010      | ソフトバンク | 1位       | 144   | 76    | 63    | 5     | .547  | -                      | 134                    | .267                   | 3.89                   | 48歳                   |
| 2011      | ソフトバンク | 1位       | 144   | 88    | 46    | 10    | .657  | -                      | 90                     | .267                   | 2.32                   | 49歳                   |
| 2012      | ソフトバンク | 3位       | 144   | 67    | 65    | 12    | .508  | 6.5                    | 70                     | .252                   | 2.56                   | 50歳                   |
| 2013      | ソフトバンク | 4位       | 144   | 73    | 69    | 2     | .514  | 9.5                    | 125                    | .274                   | 3.56                   | 51歳                   |
| 2014      | ソフトバンク | 1位       | 144   | 78    | 60    | 6     | .565  | 0.0                    | 95                     | .280                   | 3.25                   | 52歳                   |
| 通算：6年 | 通算：6年    | 通算：6年 | 865   | 456   | 369   | 40    | .553  | Aクラス5回、Bクラス1回 | Aクラス5回、Bクラス1回 | Aクラス5回、Bクラス1回 | Aクラス5回、Bクラス1回 | Aクラス5回、Bクラス1回 |

- 通算成績には2008年8月14日の監督代行1試合（敗戦）を含む
- 太字は日本一

ポストシーズン
| 年度 | 球団         | 大会名                                               | 対戦相手                                       | 勝敗                          |
| ---- | ------------ | ---------------------------------------------------- | ---------------------------------------------- | ----------------------------- |
| 2009 | ソフトバンク | パ・リーグ クライマックスシリーズ 1stステージ        | 東北楽天ゴールデンイーグルス （パ・リーグ2位） | 0勝2敗=敗退                   |
| 2010 | ソフトバンク | パ・リーグ クライマックスシリーズ ファイナルステージ | 千葉ロッテマリーンズ （パ・リーグ3位）         | 3勝4敗=敗退(※1)               |
| 2011 | ソフトバンク | パ・リーグ クライマックスシリーズ ファイナルステージ | 埼玉西武ライオンズ （パ・リーグ3位）           | 4勝0敗=日本シリーズ進出 (※1)  |
| 2011 | ソフトバンク | 日本シリーズ                                         | 中日ドラゴンズ （セ・リーグ1位）               | 4勝3敗=日本一                 |
| 2012 | ソフトバンク | パ・リーグ クライマックスシリーズ 1stステージ        | 埼玉西武ライオンズ （パ・リーグ2位）           | 2勝1敗=ファイナルステージ進出 |
| 2012 | ソフトバンク | パ・リーグ クライマックスシリーズ ファイナルステージ | 北海道日本ハムファイターズ （パ・リーグ1位）   | 0勝4敗=敗退(※2)               |
| 2014 | ソフトバンク | パ・リーグ クライマックスシリーズ ファイナルステージ | 北海道日本ハムファイターズ （パ・リーグ3位）   | 4勝3敗=日本シリーズ進出 (※1)  |
| 2014 | ソフトバンク | 日本シリーズ                                         | 阪神タイガース （セ・リーグ2位）               | 4勝1敗=日本一                 |

- 勝敗の太字は勝利したシリーズ

※1 リーグ優勝したチームに与えられるアドバンテージの1勝を含む。
※2 4敗の中に相手チームのアドバンテージの1勝を含む。

### タイトル
- 本塁打王：1回 （1987年）
- 盗塁王：1回 （1990年）
- 最多勝利打点：2回 （1985年、1987年）

### 表彰
- ベストナイン：8回（外野手部門：1986年 - 1993年） ※外野手部門を8年連続は張本勲の11年連続に次ぐ歴代2位タイ（他に山本浩二、松井秀喜）
- ゴールデングラブ賞：11回（外野手部門：1987年 - 1996年、1999年） ※福本豊の12回に次ぐ、歴代2位タイ・外野手部門歴代2位。10年連続も福本に次ぐ歴代2位タイ（他に山本浩二、菊池涼介[68]）。
  - 三井ゴールデン・グラブ レジェンズ（外野手部門）
- 野球殿堂競技者表彰（2014年）
- 正力松太郎賞：3回（1991年、2011年、2014年） ※1991年は選手として表彰、選手と監督の両方での受賞は王貞治以来2人目。
- 月間MVP：3回（1985年5月 野手部門：1990年9月、1991年5月）
- 日本シリーズMVP：2回（1991年、1999年） ※2球団でのシリーズMVP獲得は史上唯一、8年のブランク受賞は同賞史上最長。
- 日本シリーズ優秀選手賞：2回（1987年、1992年）
- オールスターゲームMVP：1回（1994年 第1戦）
- IBMプレイヤー・オブ・ザ・イヤー賞：2回（1991年、1992年）
- パ・リーグ最優秀監督賞：3回 （2010年、2011年、2014年）
- 報知プロスポーツ大賞：1回（1991年）
- 福岡市スポーツ栄誉賞：1回（2002年）[69]
- 氷川町町民栄誉賞（2009年）[70]
- 熊本県県民栄誉賞（2014年）[71]

### 記録
初記録
- 初出場・初先発出場：1981年9月29日、対近鉄バファローズ後期13回戦（日生球場）、7番・三塁手で先発出場、3打数1安打
- 初安打：同上、4回表に谷崎浩二から左中間三塁打
- 初盗塁：1984年4月2日、対南海ホークス3回戦（西武ライオンズ球場）、2回裏に二盗（投手：藤田学、捕手：香川伸行）
- 初打点：1984年4月4日、対ロッテオリオンズ2回戦（西武ライオンズ球場）、2回裏に深沢恵雄から押し出し四球
- 初本塁打：1984年4月14日、対阪急ブレーブス2回戦（西武ライオンズ球場）、2回裏に森浩二から左越ソロ

節目の記録
- 100本塁打：1987年5月26日、対日本ハムファイターズ7回戦（西武ライオンズ球場）、6回裏に佐藤誠一から中越ソロ ※史上149人目、351試合目での達成は山川穂高に次ぐ日本選手2番目の速さ[72]
- 150本塁打：1988年7月31日、対阪急ブレーブス19回戦（阪急西宮球場）、9回表に佐藤義則から左中間へソロ ※史上87人目、528試合目での達成は山川穂高に次ぐ日本選手2番目の速さ[73]
- 200本塁打：1990年4月19日、対ロッテオリオンズ1回戦（西武ライオンズ球場）、3回裏に小宮山悟から左越2ラン ※史上59人目、714試合目での達成は田淵幸一に並ぶ日本選手最速[74]
- 250本塁打：1991年6月26日、対日本ハムファイターズ12回戦（西武ライオンズ球場）、1回裏に酒井光次郎から左越ソロ ※史上31人目
- 1000安打：1992年5月14日、対千葉ロッテマリーンズ8回戦（西武ライオンズ球場）、5回裏に小宮山悟から ※史上165人目
- 1000試合出場：1992年6月10日、対オリックス・ブルーウェーブ9回戦（グリーンスタジアム神戸）、4番・中堅手で先発出場 ※史上301人目
- 300本塁打：1993年4月11日、対福岡ダイエーホークス2回戦（西武ライオンズ球場）、1回裏に若田部健一から左越先制2ラン ※史上22人目
- 1000三振：1993年8月24日、対オリックス・ブルーウェーブ16回戦（グリーンスタジアム神戸）、3回表に星野伸之から ※史上17人目
- 350本塁打：1994年10月1日、対日本ハムファイターズ27回戦（福岡ドーム）、8回裏にキップ・グロスから右中間へ決勝2ラン ※史上16人目
- 1000打点：1996年4月7日、対西武ライオンズ2回戦（福岡ドーム）、3回裏に西口文也から左犠飛 ※史上23人目
- 1500安打：1996年5月3日、対オリックス・ブルーウェーブ6回戦（福岡ドーム）、6回裏に鈴木平から一塁内野安打 ※史上70人目
- 1500試合出場：1996年5月22日、対西武ライオンズ9回戦（西武ライオンズ球場）、3番・中堅手で先発出場 ※史上115人目
- 3000塁打：1996年7月3日、対西武ライオンズ15回戦（西武ライオンズ球場）、1回表に潮崎哲也から右越先制決勝ソロ ※史上33人目
- 1000得点：1996年8月15日、対日本ハムファイターズ21回戦（東京ドーム）、4回表に吉永幸一郎の内野ゴロで生還 ※史上28人目
- 300二塁打：1998年5月27日、対オリックス・ブルーウェーブ9回戦（福岡ドーム）、9回裏にマーク・ミムズから中越適時二塁打 ※史上34人目
- 400本塁打：1998年6月16日、対オリックス・ブルーウェーブ11回戦（グリーンスタジアム神戸）、7回表に木田優夫から左越決勝2ラン ※史上12人目
- 1500三振：1999年5月5日、対オリックス・ブルーウェーブ5回戦（福岡ドーム）、1回裏に金田政彦から ※史上3人目
- 1521三振：1999年6月13日、対オリックス・ブルーウェーブ14回戦（グリーンスタジアム神戸）、5回表に小倉恒から ※パ・リーグ新記録
- 3500塁打：1999年6月24日、対日本ハムファイターズ15回戦（東京ドーム）、2回表に沼田浩から左越2ラン ※史上19人目
- 300盗塁：1999年7月22日、対オリックス・ブルーウェーブ19回戦（グリーンスタジアム神戸）、2回表に二盗（投手：小倉恒、捕手：日高剛） ※史上23人目。同時に史上2人目の300本塁打300盗塁達成
- 1588三振：2000年6月1日、対日本ハムファイターズ12回戦（東京ドーム）、7回表に生駒雅紀から ※当時新記録（後に清原和博が更新）
- 350二塁打：2000年7月28日、対オリックス・ブルーウェーブ14回戦（グリーンスタジアム神戸）、6回表に戎信行から中越二塁打 ※史上21人目
- 2000試合出場：2000年8月18日、対千葉ロッテマリーンズ19回戦（北九州市民球場）、5番・右翼手で先発出場 ※史上32人目
- 2000安打：同上、5回裏に黒木知宏から左前安打 ※史上28人目

その他の記録
- トリプルスリー：1回 （1989年）
- 30本塁打30盗塁：3回 （1987年、1989年、1990年）※1987年・1990年は35本塁打35盗塁、これはNPB史上で他に中西太のみ
- サイクルヒット：1989年7月13日、対近鉄バファローズ13回戦（藤井寺球場） ※史上40人目
- 9年連続シーズン30本塁打以上（1985年 - 1993年） ※王貞治の19年連続に次いで歴代2位[3]。
- 5試合連続本塁打（1985年5月19日 - 5月26日、1991年5月4日 - 5月9日）
- 9試合連続打点（1985年5月17日 - 5月30日）
- 5試合連続勝利打点（1987年5月16日 - 5月22日） ※日本プロ野球記録
- 2試合連続満塁本塁打（1993年8月21日 - 8月22日） ※史上3人目
- 11試合連続長打（1994年9月17日 - 10月7日） ※日本プロ野球記録
- シーズン30本塁打以上・50盗塁以上（1990年） ※25本塁打以上、もしくは45盗塁以上でもNPB史上唯一
- 通算400本塁打・300盗塁達成（1999年） ※史上2人目（過去の達成者は張本勲）
- 外野手レンジファクター（RF/G）1位：7回 （1987年、1988年、1992年 - 1996年）[75]
- 通算833試合連続出場（1985年4月6日 - 1991年6月16日） ※歴代12位
- オールスターゲーム出場：18回（1985年、1986年、1987年、1988年、1989年、1990年、1991年、1992年、1993年、1994年、1995年、1996年、1997年、1998年、1999年、2000年、2001年、2002年） ※18年連続出場は史上最長であり、すべてファン投票選出。

### 背番号
- 71（1981年、2006年）
- 24（1982年 - 1986年）
- 1（1987年 - 2002年）
- 79（2005年）
- 80（2007年 - 2008年）
- 81（2009年 - 2014年）
  - 東日本大震災復興支援ベースボールマッチ 日本代表監督でも着用

## 関連情報

### 著書
- 『卒業』（2003/7 西日本新聞社 ISBN 4-8167-0576-7）

### 出演CM
- 国民年金基金
- サンコー

### 出演番組
- SAMURAI BASEBALL
- RKBエキサイトホークス（RKBラジオ）
- TBSラジオ エキサイトベースボール - RKBからのネット受けが中心だが、2003・2004年はTBSの自社制作分にも出演
- 文化放送ライオンズナイター（文化放送） - 2003・2004年はゲスト解説で、2018年はRKBからのネット受けで出演
- 第42回NHK紅白歌合戦（1991年12月31日、NHK総合・ラジオ第1） - 審査員
- サンデーウォッチ（RKBテレビ）